# تريستان ريفيير
تريستان ريفيير (بالفرنسية: Tristan Rivière)‏ هو رياضياتي فرنسي، ولد في 26 نوفمبر 1967 في بريست في فرنسا.